# گروسرامینگ
گروسرامینگ (به آلمانی: Großraming) یک منطقهٔ مسکونی در اتریش است که در ناحیه استیر لند واقع شده‌است. گروسرامینگ ۱۰۸ کیلومتر مربع مساحت دارد ۴۴۶ متر بالاتر از سطح دریا واقع شده‌است.